# Ольгопіль (Гайсинський район)
Ольго́піль (також Голопіль) — село в Україні, в Ольгопільській сільській громаді Гайсинського району Вінницької області. Населення становило 2741 особа у 2021 році.

## Топоніми

### Місцевості
- «Балкани» — можливо від поселенців із Сербії та Болгарії, а можливо назва пішла від подібної краси цієї місцини до самих Балкан.
- «Гнила» — кажуть, Катерина II її назвала через гнилу дошку на містку, та, більш імовірно, що цей внутрішній мікрорайон, північно-західна околиця, славилась відповідною сушнею з груші, яка дуже цінувалась: коштувала немалі й гроші й мала високі смакові якості. Візники-балагури в Одесу та Умань возили цілі валки возів із ольгопільськими грушами. Збереглось і донині декілька цих дерев, яким понад 200 років.
- «Слобода» — назва від «свобода», там селилися звільнені учасники польського повстання, католики, хоча нині цей кут — православний. Окрасою «Слободи» була криниця із масивним дубовим хрестом, «поставленим рабами Божими Євстафієм і Євстинією на радість людям» з чудодійною водою.
- «Москалівка» чи «Мацьківка» — походить від військових казарм, де служив ще прадід вчительки історії Лариси Лавренюк Гафтонюк Андрій Никифорович, який мав чимало високих бойових відзнак, серед інших — медаль до 300-річчя Дому Романових. Була також чудо-капличка, присвячена цій даті (де поворот на Стратіївку). У Ольгополі стояв піхотний полк, солдати якого із незмінною «пташечка-канареечка жалобно поёт» ротами йшли на стрільби ще на «Гнилу».
- «Піски» називають перлиною історії. На його цвинтарі було 72 склепи; тут першими поховано флігель-ад'ютанта Катерини II Вігеля, який приніс звістку венценосниці, коли та була тут на Стратіївській горі, про народження Ольги; а на початку XIX століття тут поховано красуню Марцеліну з Дому Романових. Тут знаходилася довершеної краси капличка, де полюбляло гуляти місцеве «панство»: 134 дворяни, 21 особа з духовенства, 216 купців. А було ще тут 40 лавок, які задовольняли потреби людей, був тут і сторож. Тут знаходиться одна з найвідоміших криниць в Ольгополі — Біла. 23.09.2017 року відрито дитячий майданчик «Біла Криниця», побудований своїми силами жителями кутка.
- «Зруб» — урочище, де знаходиться криниця, звана як зачудована, бо за три дні до дощу наповнювалась водою, що переливалася аж через цебриння.
- «Кут» — тут збиралися молоді: біля кожної хати була дерев'яна лава.

Цікавою місцевістю сучасності є сільська зона відпочинку на острові великого ставка, якому його господар, підприємець Павло Каленич, дав назву «Тузла-2» після відомого конфлікту між Україною та Росією (для такої назви послужило й те, що Чечельницький район знаходиться на межі Вінницької та Одеської областей). На острові створено інфраструктуру для туризму та відпочинку, є навіть своєрідний готель на воді. Дістатися до острова можна на яхті «Святих Петра і Павла», а також на понтоні.

## Населення
За даними всеукраїнського перепису населення 2001 року у селі мешкало 3897 осіб, у 2020 році — 2741 особа.
Мова
Розподіл населення за рідною мовою за даними перепису 2001 року був наступним:
| українська | 3837 | 98,46 |
| російська  | 49   | 1,27  |
| білоруська | 2    | 0,05  |
| молдовська | 3    | 0,08  |
| вірменська | 3    | 0,08  |
| угорська   | 1    | 0,03  |
| інші       | 1    | 0,03  |

## Історія
В селі виявлено поховання періоду Київської Русі, є пам'ятки черняхівської культури.
У XVI столітті долина річки Савранки була прикордонною смугою між українськими (тоді ще у складі Речі Посполитої) та турецькими володіннями. Таке сусідство не було спокійним, тому прикордоння не дуже вабило до себе мирних людей. Лише у XVII столітті тут наважилися оселитися люди, які заснували нове поселення.
Згодом село стало іменуватися як «Рогізка-Чечельницька». Час її виникнення не встановлено. Уперше в письмових документах воно згадується за 1780 рік.
У 1793 році ця місцевість разом з іншими землями Правобережної України була анексована Російською імперією. Облаштовуючи нещодавно здобуті українські землі, один з утворених повітів Подільської губернії, за згодою імператриці Катерини II, було названо Ольгопольським (на честь Великої княжни Ольги Павлівни, внучки Катерини II), а повітовий центр — Ольгопіль. Спочатку повітовим центром Ольгопільського повіту був Чечельник, а з 1812 року — Рогізка-Чечельницька, отримавши статус міста та назву Ольгопіль. Ставши центром повіту, недавнє село почало розвиватися і набирати обриси провінційного міста.
У 1831 році в Ольгополі було відкрито ринок, а у 1832 році — аптеку для населення всього повіту. З 1837 року почав діяти постійний ярмарок.
У 1856 році в центрі міста було збудовано будинок князів Романових. Він не зберігся, бо був зруйнований у 20-х роках XX століття.
В 1859 році був закладений по благословенню Подільського преосвященного Євсевія Свято-Михайлівський собор. Через дорогу навпроти собору Земство збудувало повітову тюрму. Першими в'язнями були селяни з Бритавки та Соколівки. В'язнем тут був і Устим Кармалюк.
Розвиваючись, Ольгопіль приваблював до себе ділових людей, які своїми капіталами сприяли розвитку місцевої економіки. Вже в кінці XIX століття в місті діяли 18 різних невеликих підприємств: винокурний завод (ґуральня), 13 вітряків та один водяний млин, пивоварний завод, два цегельних заводи, шевська майстерня. Головним предметом торгівлі був хліб (зерно, борошно, крупи). Житлових будинків у місті було 1009, з них 4 — кам'яних. Щотижня проводилися базари. Функціонувало дві ощадні каси: при казначействі і поштово-телеграфній конторі. Ольгопільчан обслуговували 42-і різних лавки, кінотеатр, 2 фотоательє, 2 друкарні, картярський клуб, 7 постоялих дворів та готель.
На 1 січня 1896 року в місті мешкало 10322 особи (4948 чоловіків і 6374 жінок), з них православних — 5477, євреїв — 3820, католиків — 645, розкольників — 222, протестантів — 90, інших віросповідань — 68.
До кінця XIX століття Ольгопіль уже мав досить упорядковану центральну вулицю, яка вночі освітлювалася гасовими ліхтарями.
Повітовий центр мав непогану мережу навчальних закладів: 4 церковно-парафіяльні школи, двокласне міське училище, однокласне «міністерське» училище. Діяла недільна школа при соборі. Була в Ольгополі й чоловіча вчительська семінарія.
У 1908 році медик Густав Олександрович Ківаковський відкрив у містечку нову аптеку. У 1912 році в Ольгополі стали монтувати першу в повіті телефонну мережу, яка вступила в дію 1 жовтня 1913 року. Повіт тих часів мав навіть свій друкований орган — «Ольгопольская земская газета», яка почала виходити в Ольгополі з 1913 року.

### Українська Народна Республікатарадянсько-українська війна 1918—1921 років
У 1917 році місто стає частиною Української Народної Республіки.
Втім, протягом кількох років тривають бої за володіння Ольгополем, як і рештою території України.
Наприкінці травня 1920 року в Ольгополі втретє установлюється більшовицька влада, та попри це у квітні 1921 року загін повстанців Семена Заболотного вчинив наліт на червоноармійський гарнізон містечка. Під час цієї операції було вбито начальника прикордонної дивізії військ ВЧК України та Криму (колишньої 12-ї стрілецької дивізії Червоної Армії) Андрія Григоровича Реву та визволено з в'язниці заарештованих повстанців, і серед них — сотників Клима та Солтиса. В Ольгополі є пам'ятник загиблому начдиву Реві (на його могилі).

### Більшовицька окупація
У 1921 році повітовий центр з Ольгополя було переведено до Бершаді.
У 1923 році Ольгопіль був позбавлений статусу міста, але залишився адміністративним центром Ольгопільського району (Тульчинського округу), а з 1932 по 1966 рік — Вінницької області), який затим було об'єднано з Чечельницьким районом з центром в Чечельнику.
24 січня 1922 року в Ольгополі було організовано перше об'єднання селян — цукрово-бурякову спілку «Праця». А 21 червня 1923 року створено першу сільськогосподарську артіль. Господарство об'єднувало 25 га землі, мало 3 пари коней та пару волів. Протягом 1929-1930 років, під час загальної примусової колективізації, утворилося ще п'ять артілей: «Працівник», «Ленінський шлях», «Червона нива», «Червоний жовтень» та «Нове життя». Значну роль у зміцненні колективізації відіграла Ольгопільська машинно-тракторна станція. У березні 1934 року в ній нараховувалося 40 тракторів та багато іншої техніки. Для підготовки досвідчених кадрів механізаторів, у цьому ж 1934 році, було відкрито училище механізації сільського господарства.
Під час проведеного радянською владою Голодомору 1932—1933 років померло щонайменше 364 жителі села. І голод 1932—1933 років пережили ольгопільчани, і репресії, і на Соловках був дехто. Але ніщо не могло зупинити розвиток населеного пункту. Будували нове життя, село росло, молоділо. За ударну працю та високі виробничі показники 18 колгоспників з Ольгополя у 1939 році були учасниками Всесоюзної сільськогосподарської виставки в Москві, а 5 із них занесені до її Книги пошани.
Чималих успіхів досягли трудящі Ольгополя за довоєнні роки в культурному й громадському житті. На кінець 1922 року в селі працювало 5 трудових і одна професійна школи, розгорнули роботу 3 клуби, 2 хати-читальні, 2 бібліотеки. З 1934 року почала працювати середня школа. Медичне обслуговування здійснювала дільнича лікарня.

### Друга світова війна
З перших німецько-радянської війни днів 809 ольгопільчан було забрано у Червону армію.
27 липня 1941 року німецько-румунські війська окупували Ольгопіль. Діяло гетто, куди нацистами насильно зганялися євреї для компактного мешкання. За 33 місяці окупації закатували та спалили живцем 95 осіб з числа мирного населення, а 41 жителя села було вивезено на примусові роботи до Німеччини.
22 березня 1944 року війська 2-го Українського фронту відвоювали село і відновили радянський режим.

### Відновлена більшовицька влада
Наприкінці 1944 року в Ольгополі налічувалося 6 колгоспів, машинно-тракторна станція. Почали працювати: районна лікарня, аптека, пошта, загальноосвітня школа і школа механізації.
У 1959 році всі колгоспи об'єдналися в один, під спільною назвою «Україна». Немало славних трудівників зросло на ольгопільській землі. За вагомі урожаї кукурудзи у 1971 році був удостоєний звання Героя Соціалістичної Праці Іван Микитович Щербатий. Двічі орденами Трудового Червоного прапора була нагороджена доярка Марія Шпильова.
У 1970 році був збудований будинок культури, потім — кінотеатр, у 1975 році — універмаг, великий тваринницький комплекс, адмінбудинок, у якому розмістилися сільрада та правління колгоспу «Україна», ощадкаса, пошта. У 1975 році був відкритий в центрі парку меморіал воїнам-визволителям.
Діяли в Ольгополі: автопарк, цегляний завод, рибоводно-меліоративна станція, спеціалізована майстерня з ремонту тракторних причепів, управління газового господарства, олійня, інкубаторна станція, бойня, хлібозавод і інші об'єкти. За роки перебудови багато з цих об'єктів було втрачено, деякі не працюють і зараз.

### Незалежна Україна
З 1991 року село входить до складу незалежної української держави — України.
На даний час в селі функціонують: одна загальноосвітня школа, профтехучилище, два дитсадки, районна Станція юних натуралістів, 4 бібліотеки, музей, СТОВ «Агрофірма „Ольгопіль“», дільнича лікарня, пасажирський автопарк, управління газового господарства, автостанція, багато магазинів та кафе. Історичними пам'ятками є: поховання на місцевому кладовищі двоюрідної сестри царя Миколи I — Марцеліни Северинівни Романової; козацький курган, у якому поховано близько 300 козаків і кошовий отаман (у 2004 році на ньому встановлено пам'ятний хрест). Також є меморіал жертвам голодомору та сталінських репресій.

## Символіка

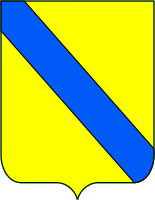
Історичний герб містечка Ольгопіль (1812 року)

На гербі села Ольгопіль зображені коса, лопата та рій бджіл. «Скосили, закопали, і мертві бджоли не гудуть», — жартують місцеві. Хоча, насправді, це ще одна мудрість — віджартуватися, приховавши справжній успіх і добробут, щоби злі очі не зурочили.
Перший проєкт міського герба Ольгополя складений, очевидно, на початку XIX століття в Подільському губернському правлінні (відомі його зображення на грамотах і печатках Подільського губернського дворянського зібрання). Його символіку тогочасні джерела описують так: «Річка, що проходить посеред пісків» (слід зауважити, що на той час — до 1812 р. — центром повіту було містечко Чечельник).
1838 року, так само в Подільському губернському правлінні, створено новий проєкт міського герба: «У верхній частині щита герб Подільський. У нижній на блакитному тлі три вулики, поставлені поряд з деяким рільничим знаряддям; те й інше означає розвинуте в Ольгопільському повіті бджільництво та рільництво. Вгорі зроблено напис «1812 ГОДА» на знак, що в Ольгополі запроваджено цього року повітове місто».
1851 року у тому ж Подільському губернському правлінні розроблено ще один проєкт: «Щит герба розділений на дві частини: у верхній герб Подільський, а в нижній, зеленій, насіяній золотими бджолами, покладені навхрест срібні лопата й коса на знак розвинутого в Ольгопільському повіті бджільництва та рільництва».
1858 року керівник Департаменту герольдії Сенату Б. Кене розробив ще один проєкт герба міста, взявши за основу вже існуючий проєкт 1851 року і виправивши його за новими, офіційно запровадженими 1857 року геральдичними правилами: «У зеленому щиті, насіяному золотими бджолами, срібні лопата й коса, покладені навхрест. У вільному куті щита герб Подільської губернії. Щит увінчаний срібною міською короною з трьома зубцями і обрамлений двома золотими колосками, з'єднаними Олександрівською стрічкою».
Жоден з проєктів герба міста, розроблених у XIX столітті, не отримав офіційного затвердження. В основу сучасного герба села покладено проєкт Б. Кене, створений 1858 року.

## Економіка

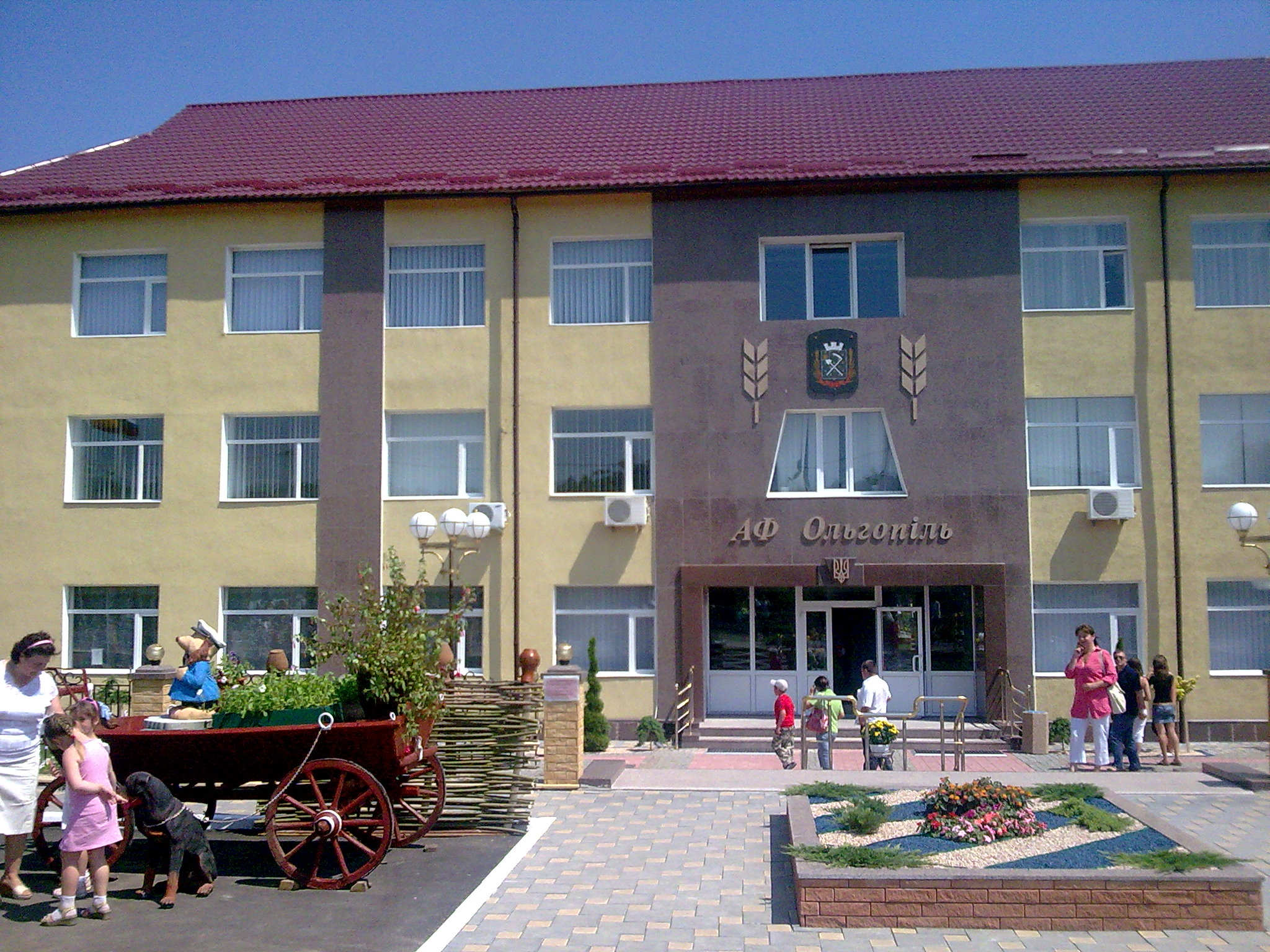
Офіс АФ «Ольгопіль»

Провідним підприємством в селі та в районі є агрофірма «Ольгопіль», очолює яку Павло Євгенович Каленич.
Агрофірма приділяє значну увагу розвитку соціальної та освітньо-культурної сфер району. Особливу увагу надають молодому поколінню, усіляко сприяючи тому, аби покращити умови і стимулювати навчання молоді. За сприяння агрофірми в окремих школах району (Ольгопіль, Тартак, Демівка) було зроблено ремонти і осучаснено учительські та учнівські класи, подаровано персональні комп'ютери. В полі зору агрофірми також і дитячі садочки, а діти працівників АФ «Ольгопіль» відвідують дитсадки за рахунок підприємства.
Окремі студенти Ольгопільського ПТУ № 35 є стипендіатами господарства. Охочі мають змогу проходити виробничу практику в господарстві, а після закінчення навчання багато випускників влаштовуються на роботу.
Щоб залучати ольгопільчан до озеленення та благоустрою керівник господарства виділив кошти на преміювання найкращих дворів.
Надається фінансова допомога лікарням. Місцеву ольгопільську — постачають продуктами харчування, здійснюють ремонтні роботи, а в Чечельницькій відремонтовано і облаштовано палати в хірургічному відділенні.

## Культура
У 1981 році був заснований місцевий хоровий колектив. До липня 2011 року його очолювала Валентина Футимська. Колектив часто стає дипломантом, лауреатом та призером конкурсів. Зокрема посів призове, 2 місце серед 34 учасників Всеукраїнського фестивалю «Калиновий спів» (м. Кропивницький), де також було високо відзначено його соліста С. Мельника серед відібраних із усіх учасників трьох найкращих. Нині колектив популяризується та підтримується директором агрофірми «Ольгопіль» П. Є. Каленичем.
Також відомим у селі є гурт «Файні молодички», однією з солісток якого є і солістка вищезгаданого хорового колективу — Марія Павленко, яка у хоровому колективі та в «Файних молодичках» співає з дня заснування колективів.
18 вересня 2017 року (до дня села) відкрито пам'ятник Тарасу Шевченку (а також Катерині) під час проведення літературно-мистецького свята «Русалка Дністрова».

## Спорт
За підтримки місцевої агрофірми «Ольгопіль» та її керівника П. Є. Каленича встановлено тенісні столи в школі та Будинку культури, у селі проводяться тенісні та волейбольні турніри. За фінансової підтримки агрофірми почала діяти перспективна секція плавання на байдарках та каное. Молодих тренерів запрошено з м. Вінниці. На місцевому ставку побудовано сучасну тренувальну базу. В подальших планах керівника — будівництво плавального басейну, проєкт якого вже виготовлено.

## Відомі люди
- Сильвестр Бондар (1899 — 19.10.1963, Камон, Сомма, Франція) — поручник Армії УНР
- Гафтанюк Костянтин Тимофійович (нар. 1925) — заслужений лісівник України.
- Гельфанд Ізраїль Мойсейович — академік, лауреат Ленінської та Державних премій.
- Глевчук Олександр — кандидат майстра спорту по веслуванню на байдарках. Почесний житель Ольгополя.
- Горбалюк Борис Васильович (1927—1990) — майстер художньої кераміки.
- Готовчиць Георгій Олександрович — міністр України у справах захисту населення від наслідків аварії на Чорнобильській АЕС (1990—1994).
- Жданов Володимир Сергійович (нар. 1999) — підполковник Національної гвардії України, учасник російсько-української війни, Герой України (2025).
- Лабінський Микола Гнатович — український театрознавець, дослідник творчості Леся Курбаса.
- Марківський Іван Каленикович — доцент, заслужений журналіст України, кандидат філософських наук. Помер у 2005 році.
- Матвійчук Микола Филимонович — професор філософії, доктор філософських наук.
- Пеллер Володимир Ізраїлевич — кавалер трьох орденів Слави і Герой Соціалістичної Праці.
- Поліщук Іван Порфирович — заслужений механізатор колишнього колгоспу «Україна», отримав 6 урядових нагород за звитяжну працю. Помер у 2002 році в Ольгополі.
- Половинка Наталія Юхимівна — українська актриса, співачка, педагог, лауреат Національної премії України імені Тараса Шевченка.
- Селівановський Олексій Павлович — журнальний та газетний критик, репресований у 1938 році.
- Стратійчук Ілля Ілліч — Герой Радянського Союзу.

## Галерея

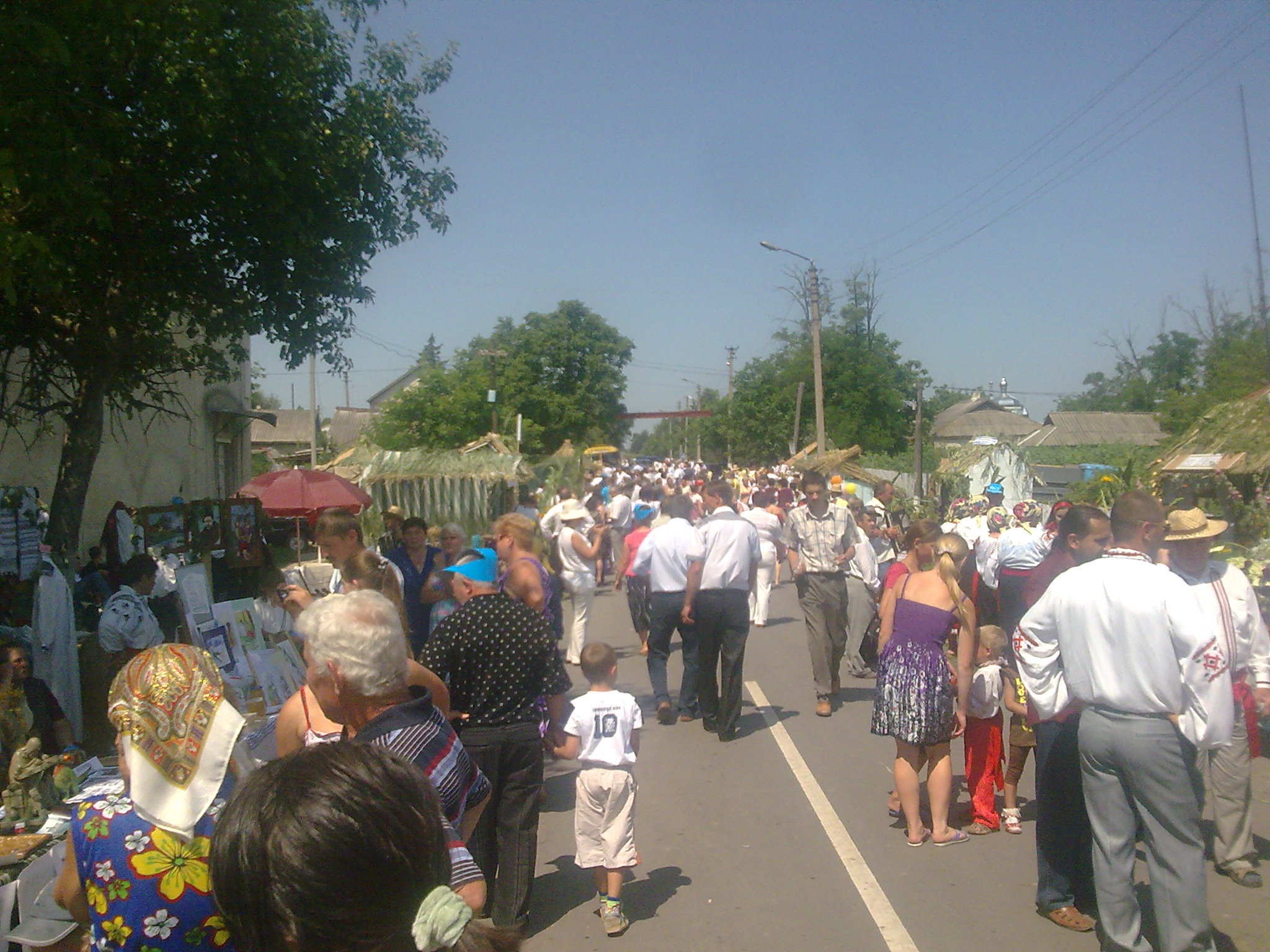
Ярмарок в Ольгополі
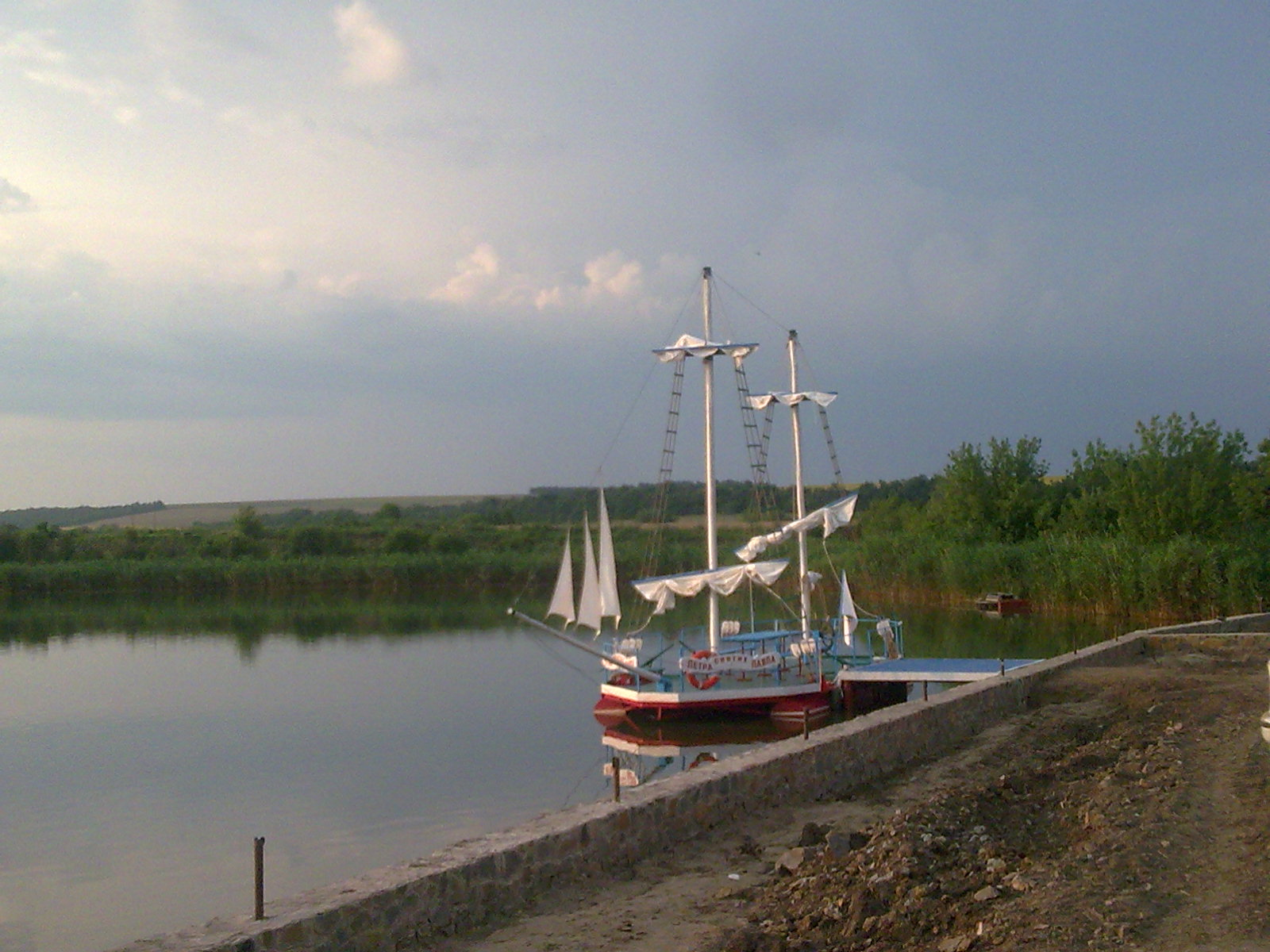
Яхта Святих Петра і Павла
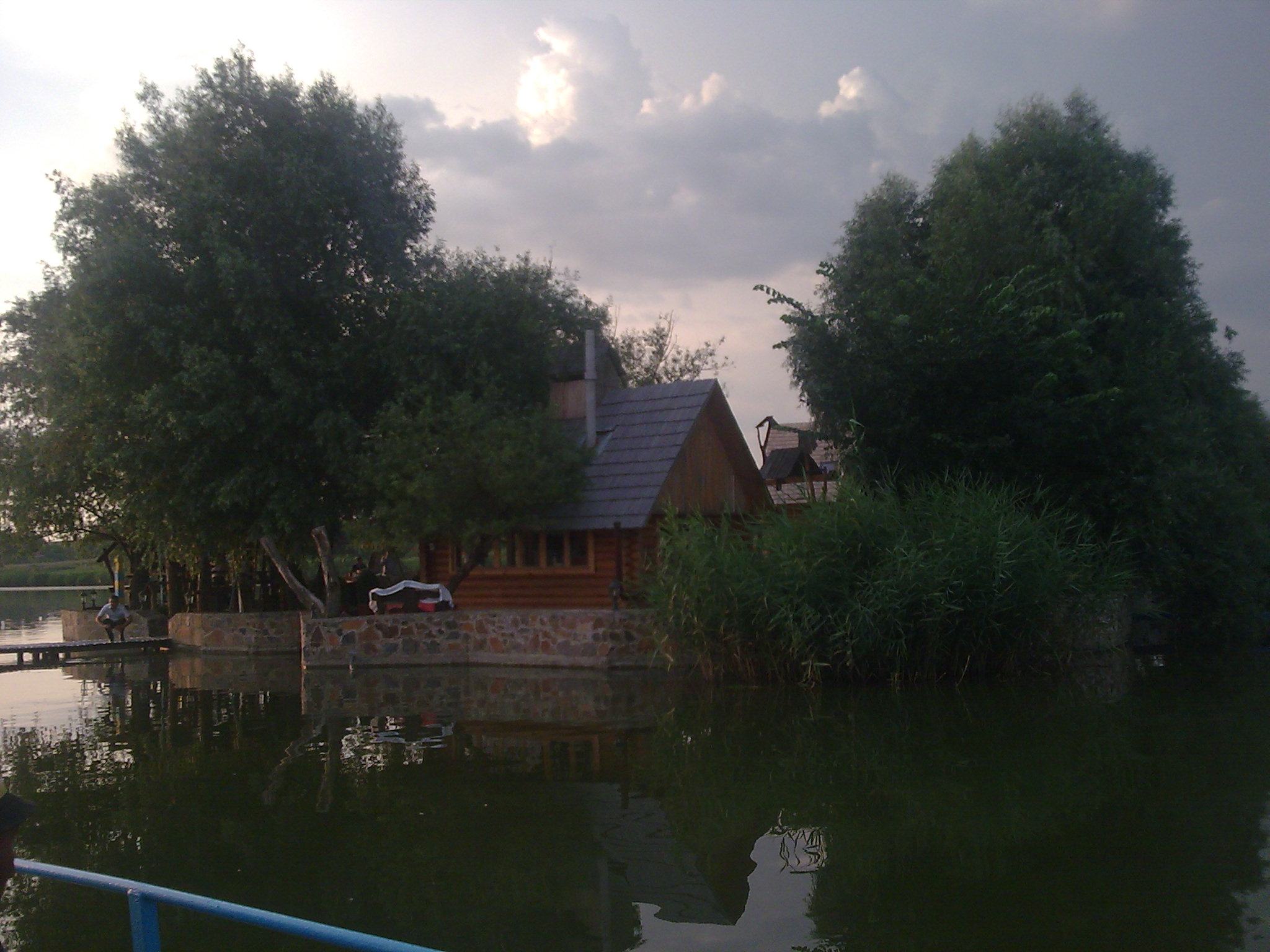
Острів Тузла-2